# Миколаївська сільська рада (Ширяївський район)
Микола́ївська сільська́ ра́да — колишня адміністративно-територіальна одиниця та орган місцевого самоврядування в Ширяївському районі Одеської області. Адміністративний центр — село Миколаївка.

## Загальні відомості
Миколаївська сільська рада утворена в 1968 році.
- Територія ради: 68,086 км²
- Населення ради: 1 430 осіб (станом на 2001 рік)

## Населені пункти
Сільській раді підпорядковані населені пункти:
- с. Миколаївка
- с. Новопавлівка

## Населення
Згідно з переписом УРСР 1989 року чисельність наявного населення села становила 1508 осіб, з яких 680 чоловіків та 828 жінок.
За переписом населення України 2001 року в селі мешкало 1430 осіб.

### Мова
Розподіл населення за рідною мовою за даними перепису 2001 року:
| Мова       | Відсоток |
| ---------- | -------- |
| українська | 98,53 %  |
| молдовська | 0,91 %   |
| російська  | 0,35 %   |
| болгарська | 0,07 %   |

## Склад ради
Рада складається з 16 депутатів та голови.
- Голова ради: Смачинський Михайло Йосипович
- Секретар ради: Подольська Людмила Василівна

### Керівний склад попередніх скликань
| Прізвище, ім'я, по батькові   | Основні відомості                                                                     | Дата обрання | Дата звільнення |
| ----------------------------- | ------------------------------------------------------------------------------------- | ------------ | --------------- |
| Дехтяр Григорій Григорович    | Сільський голова, 1947 року народження, член Соціалістичної партії України            | 26.03.2006   | 31.10.2010      |
| Смачинський Михайло Йосипович | Сільський голова, 1955 року народження, освіта середня загальна, член Народної партії | 31.10.2010   | 25.10.2020      |

Примітка: таблиця складена за даними сайту Верховної Ради України

### Депутати
За результатами місцевих виборів 2010 року депутатами ради стали:

#### За суб'єктами висування
| Суб'єкт висування                                       | Кількість обраних депутатів | %    |
| ------------------------------------------------------- | --------------------------- | ---- |
| Партія регіонів                                         | 9                           | 56,3 |
| Соціалістична партія України                            | 3                           | 18,8 |
| Народна партія                                          | 2                           | 12,5 |
| Політична партія Всеукраїнське об'єднання «Батьківщина» | 2                           | 12,5 |

#### За округами
| № округу                                                | Прізвище, ім'я, по батькові    | Дата визнання обраним | Освіта  | Партійна приналежність                        | Відомості про обраного депутата                    |
| ------------------------------------------------------- | ------------------------------ | --------------------- | ------- | --------------------------------------------- | -------------------------------------------------- |
| Народна Партія                                          |                                |                       |         |                                               |                                                    |
| 3                                                       | Смук Іван Якович               | 02.11.2010            | вища    | позапартійний                                 | ТОВ «Аіст», завідувач зернового току               |
| 9                                                       | Сірко Михайло Лукич            | 02.11.2010            | вища    | позапартійний                                 | КП АК, директор                                    |
| Партія регіонів                                         |                                |                       |         |                                               |                                                    |
| 4                                                       | Дехтяр Григорій Георгійович    | 02.11.2010            | середня | позапартійний                                 | сільський голова                                   |
| 5                                                       | Казьміров Іван Васильович      | 02.11.2010            | вища    | позапартійний                                 | навчально-виховний комплекс «Світанок», вчитель    |
| 6                                                       | Колонтай Неля Анатоліївна      | 02.11.2010            | середня | позапартійна                                  | дільнична лікарня, медсестра                       |
| 7                                                       | Фонгеліна Жанна Василівна      | 02.11.2010            | середня | позапартійна                                  | дільнична лікарня, медсестра                       |
| 10                                                      | Ребрій Любов Вікторівна        | 02.11.2010            | середня | позапартійна                                  | навчально-виховний комплекс «Світанок», кухар      |
| 11                                                      | Розумняк Василь Петрович       | 02.11.2010            | середня | позапартійний                                 | дільнична лікарня, охоронець                       |
| 13                                                      | Подольський Микола Миїхайлович | 02.11.2010            | вища    | позапартійний                                 | сільська рада, рахівник- касир                     |
| 14                                                      | Подольська Людмила Василівна   | 02.11.2010            | середня | позапартійна                                  | сільська рада, секретар                            |
| 15                                                      | Мадар Юрій Юрійович            | 02.11.2010            | вища    | позапартійний                                 | тимчасово не працює                                |
| Політична партія Всеукраїнське об'єднання «Батьківщина» |                                |                       |         |                                               |                                                    |
| 8                                                       | Вільховецький Василь Федорович | 02.11.2010            | середня | член Всеукраїнського об'єднання «Батьківщина» | Ширяївський РЕС, контролер                         |
| 16                                                      | Дубина Петро Петрович          | 02.11.2010            | середня | член Всеукраїнського об'єднання «Батьківщина» | тимчасово не працює                                |
| Соціалістична партія України                            |                                |                       |         |                                               |                                                    |
| 1                                                       | Дацьо Василь Степанович        | 02.11.2010            | вища    | член Соціалістичної партії України            | , ветеринарний лікар                               |
| 2                                                       | Бараннік Ольга Григорівна      | 02.11.2010            | середня | член Соціалістичної партії України            | навчально-виховний комплекс «Світанок», вихователь |
| 12                                                      | Урсол Віталій Іванович         | 02.11.2010            | середня | член Соціалістичної партії України            | ПП «Сергос», обвальщик                             |